# Dryopteris campyloptera
Dryopteris campyloptera là một loài thực vật có mạch trong họ Dryopteridaceae. Loài này được (Kunze) Clarkson miêu tả khoa học đầu tiên năm 1930.